# لشک موژجر
لِشِک موژجر (لهستانی: Leszek Możdżer؛ ‏[ˈlɛʂɛk ˈmɔʐd͡ʐɛr]؛ ‏ زادهٔ ۲۳ مارس ۱۹۷۱) موسیقی‌دان، آهنگساز، تهیه‌کننده موسیقی و نوازندهٔ پیانوی جاز اهل لهستان است. وی دانش‌آموختهٔ رشتهٔ موسیقی در «آکادمی استانیسواف مونیوشکو» در گدانسک است و با هنرمندان نامداری چون یان کاچماریک، زبیگنیف پرایسنر، مارکوس میلر، دیوید گیلمور، لستر بویی، آرچی شپ، پت متنی، فیل مانزانرا، زبیگنیف نامیسووسکی، میخاو اوربانیاک، آننا ماریا یاپک، ایوا بیتووا و بهیموث همکاری نموده است.
از فیلم‌ها یا برنامه‌های تلویزیونی که وی در آن نقش داشته است، می‌توان به شال‌گردن زرد اشاره کرد. او در سال ۲۰۱۳ برندهٔ نشان افتخار تولد لهستان شد.